# Coleen Rooney
Coleen Mary Rooney (sinh ngày 03 tháng 04 năm 1986 tại Liverpool, Merseyside, Anh) là vợ của cầu thủ bóng đá Wayne Rooney. Cô là một người dẫn chương trình, nhà bình luận và nhà sản xuất những sản phẩm nổi tiếng, cô còn là một nhân vật nổi tiếng của các tờ báo lá cải ở Anh quốc.

## Cuộc sống riêng
Coleen Mary Rooney là con của Tony McLoughlin, một người thợ xây và vận hành một câu lạc bộ boxing, và vợ là Colette, một y tá trẻ. Cô là một trong bốn người con. Coleen là con cả, theo sau là hai anh em của cô là Joe và Anthony và sau đó cô em gái nuôi Rosie, người đã được chẩn đoán mắc hội chứng Rett. Cô đã gặp Wayne Rooney thông qua người bạn thân nhất Rowan Dickson. Họ sống ở ngoại ô Croxteth ở Liverpool. Họ được cho là đã bắt đầu mối quan hệ yêu đương khi ở tuổi 16, lúc họ đã rời trường trung học.
Mẹ của Wayne Rooney, Jeanette, là một nhân viên quét dọn tại St John Bosco, trường Công giáo nơi Coleen Rooney tham dự.
Wayne đã dẫn Coleen tới rạp chiếu bóng để xem phim Austin Powers: The Spy Who Shagged Me vào ngày hẹn hò đầu tiên của họ.
Coleen Rooney rời trường học với bằng tốt ngiệp 11, bao gồm một điểm A cho môn Nghệ thuật Biểu diễn. Coleen từ lâu đã nuôi dưỡng ước mơ trở thành một nữ diễn viên, cô đã đóng vai chính trong hai tác phẩm nghệ thuật của trường trung học là Bugsy Malone và Grease.
Khi mới cưới nhau vào năm 2008, cặp vợ chồng được đặt tên là Wayleen đã chuyển tới sống tại một biệt thự mới trị giá 1,3 triệu bảng Anh ở Formby. Bây giờ họ đang sống trong một biệt thự đầy đủ tiện nghi trị giá 3.500.000 bảng Anh tại Prestbury, Cheshire, với một rạp chiếu phim, phòng tập thể dục và phòng chơi game cùng một phòng bếp kiểu Mỹ đắt tiền. Nó cũng có bảy TV màn hình plasma và một hệ thống an ninh trị giá 30.000 bảng.
Coleen luôn luôn thông cảm với Wayne, ngay cả khi cô phát hiện ra rằng một số năm trước đó anh đã quan hệ tình dục với một gái mại dâm.
Đám cưới của họ diễn ra ở Portofino, Ý vào ngày 12 tháng 06 năm 2008. Cặp đôi này đã trả 2.500.000 bảng cho tạp chí OK! của Anh, tạp chí đã cung cấp các thông tin và hình ảnh độc quyền của đám cưới này.
Ngày 2 tháng 11 năm 2009, Coleen đã sinh đứa con đầu của họ, được đặt tên Kai Wayne Rooney. Kai đã được sinh ra tại Bệnh viện Phụ nữ ở Liverpool, nặng 8 lbs 2ozs (3.68543799 kilograms). Người chồng Rooney và con trai của cô rời khỏi bệnh viện lúc 09h30' sáng, ngày 3 tháng 11 năm 2009, chưa đầy 24 giờ sau khi cô đã sinh.

## Công việc truyền thông
Rooney có mục chủ của mình trên tạp chí nổi tiếng Closer mang tên "Chào mừng đến với Thế giới của tôi", thứ giúp cô được trả tới 10.000 bảng. Tuy nhiên cô lại rời khỏi Closer trong năm 2008 và bây giờ viết trên mục hàng tuần cho tạp chí OK! và cô được trả 41.667 bảng / tháng, ở đó Coleen đã viết về phong cách và những tin tức của cô.
Rooney đã cố gắng trình bày bằng tay, vào tháng 5 năm 2006 khi cô giúp đỡ Sir Trevor McDonald trên chương trình Tối nay với Trevor McDonald trong một đề tài về hội chứng rối loạn di truyền Rett, từ đó chị gái trẻ đã rất đau khổ. Cô đã đi vào để làm cho series của riêng mình cho ITV gọi là Coleen là người phụ nữ thật sự mà cô ấy đã được mệnh danh là "cô gái yêu thích tiếp theo của quốc gia" và "người phụ nữ thật sự" cho các chiến dịch quảng cáo.
Cô đã giành giải thưởng thời trang đường phố của Ariel (được bình chọn bởi công chúng) với danh hiệu 'Người phụ nữ ăn mặc đẹp nhất' trong một trang phục của Topshop. Cô được trao giải thưởng Phong cách Elle, giải thưởng tivi và giải thưởng Người phụ nữ ăn mặc đẹp nhất tại Aintree trong đó cô được trao nhiều giải thưởng, bao gồm một túi mua hàng từ cửa hàng yêu thích của Coleen, Liverpool boutique Cricket.
Rooney đã được trả 500.000 bảng để tham gia chiến dịch quảng cáo điện thoại di động của công ty điện tử LG Electronics. Cô đã có một thỏa thuận 1.500.000 triệu bảng công ty đồ thể thao phụ nữ Nike, một hợp đồng 2.000.000 triệu bảng được Harper Collins thỏa thuận với cô để viết một cuốn sách thời trang và một thỏa thuận 1.5 triệu bảng để giữ bộ mặt của Asda. Cô cũng trả 150.000 bảng để thực hiện một bộ phim tài liệu về việc dạy dỗ của cô được gọi là Mimsy của Coleen.
Rooney đã có một đĩa DVD bài tập được bán ở Anh, tên đĩa là Coleen McLoughlin's Brand New Body Workout, đĩa đã trở thành một DVD bán rất chạy. Đối với DVD này, cô đã được trả 250.000 bảng.
Cô đã được trả 3.000.000 bảng để quảng bá chiến dịch Asda ở George.
Cuốn tự truyện của Rooney, Chào mừng đến với Thế giới của Tôi, được phát hành vào tháng 03 năm 2007. Giúp cô bây giờ thu được hơn 8.000.000 bảng.
Rooney gây ra tranh cãi sau khi được chọn để xuất hiện trong tạp chí Vogue của Anh quốc. Công chúng cảm thấy rằng cô không xứng đáng với tư cách một người nổi tiếng như vậy. Sau đó, nhà soạn thảo Alexandra Shulman đã bảo vệ quyết định của tạp chí, gọi Coleen "đẹp" và ca ngợi "ý nghĩa của phong cách rực rỡ" ở cô.